# أمان اليلا (سكورة مداز)
أمان اليلا هي إحدى مشيخات المملكة المغربية، تتبع جغرافيا لإقليم بولمان وإداريًا لسكورة مداز. يقدر عدد سكانها بـ 688 نسمة حسب الإحصاء الرسمي للسكان والسكنى لسنة 2004.